# ۲-پریدیل‌اتیل‌آمین
۲-پریدیل‌اتیل‌آمین (به انگلیسی: 2-Pyridylethylamine) یک ترکیب شیمیایی با شناسه پاب‌کم ۷۵۹۱۹ است. 